# 蒙特霍-德拉谢拉
蒙特霍-德拉谢拉，是西班牙马德里自治区的一个市镇。总面积32平方公里，总人口305人（2001年），人口密度10人/平方公里。